# Svjetsko prvenstvo u reliju 2013.
Svjetsko prvenstvo u reliju 2013. bila je 41. sezona FIA Svjetskog prvenstva u reliju. Sezona je započela utrkom Reli Monte Carlo 16. siječnja, uključivala je 13 reli utrka, a završila 17. studenog utrkom Wales Reli Velika Britanija.
Deveterostruki svjetski prvak Sébastien Loeb nije branio titulu, tek je vozio nekoliko utrka (završio na 8. mjestu u ukupnom poretku). Volkswagen je ušao u natjecanje kao konstruktor s modelom Polo R WRC, dok su Ford i Mini odustali od tvorničkih momčadi (iako su nastavili podršku za svoje automobile ostalim momčadima).
Došlo je i do reorganizacije natjecanja u pratećim kategorijama. Tako su grupe Super 2000, Grupa R (pogon na 4 kotača) i Grupa N postali FIA Svjetsko prvenstvo u reliju 2 (WRC-2), Grupa R (pogon na dva kotača) postala je FIA Svjetsko prvenstvo u reliju 3 (WRC-3), a WRC Akademija, postala je FIA junior Svjetsko prvenstvo u reliju.
Titulu svjetskog prvaka ponio je francuz Sébastien Ogier u automobilu Volkswagen Polo R WRC. Momčadska titula je pripala momčadi Volkswagen Motorsport.

## Poredak

### Prvenstvo vozača
1. Sébastien Ogier - ukupno 290 bodova
2. Thierry Neuville - ukupno 176 bodova
3. Jari-Matti Latvala - ukupno 162 bodova
4. Mikko Hirvonen - ukupno 126 bodova
5. Dani Sordo - ukupno 123 bodova
6. Mads Østberg - ukupno 102 bodova

### Prvenstvo momčadi
1. Volkswagen Motorsport - 425 bodova
2. Citroën Total World Rally Team - 280 bodova
3. Katar M-Sport Ford World Rally Team - 190 bodova
4. Katar World Rally Team - 184 bodova

## Vanjske poveznice
- Službene internet stranice Svjetskog prvenstva u reliju (engl.) (fr.) (šp.)